# Saint-Seurin-de-Palenne
Saint-Seurin-de-Palenne ist eine westfranzösische Gemeinde mit 166 Einwohnern (Stand: 1. Januar 2022) im Département Charente-Maritime in der Region Nouvelle-Aquitaine (vor 2016 Poitou-Charentes). Die Gemeinde gehört zum Arrondissement Jonzac (bis 2017 Saintes) und zum Kanton Pons. Die Einwohner werden Saint-Seurinois genannt.

## Lage
Saint-Seurin-de-Palenne liegt etwa 16 Kilometer südsüdöstlich von Saintes in der Kulturlandschaft der Saintonge. Umgeben wird Saint-Seurin-de-Palenne von den Nachbargemeinden Montils im Norden, Pérignac im Osten, Bougneau im Süden sowie Saint-Léger im Westen. 

## Bevölkerungsentwicklung
| Jahr                       | 1962 | 1968 | 1975 | 1982 | 1990 | 1999 | 2006 | 2017 |
| Einwohner                  | 157  | 145  | 128  | 138  | 164  | 149  | 152  | 165  |
| Quellen: Cassini und INSEE |      |      |      |      |      |      |      |      |

## Sehenswürdigkeiten
- Kirche Saint-Séverin aus dem 12. Jahrhundert

Siehe auch: Liste der Monuments historiques in Saint-Seurin-de-Palenne

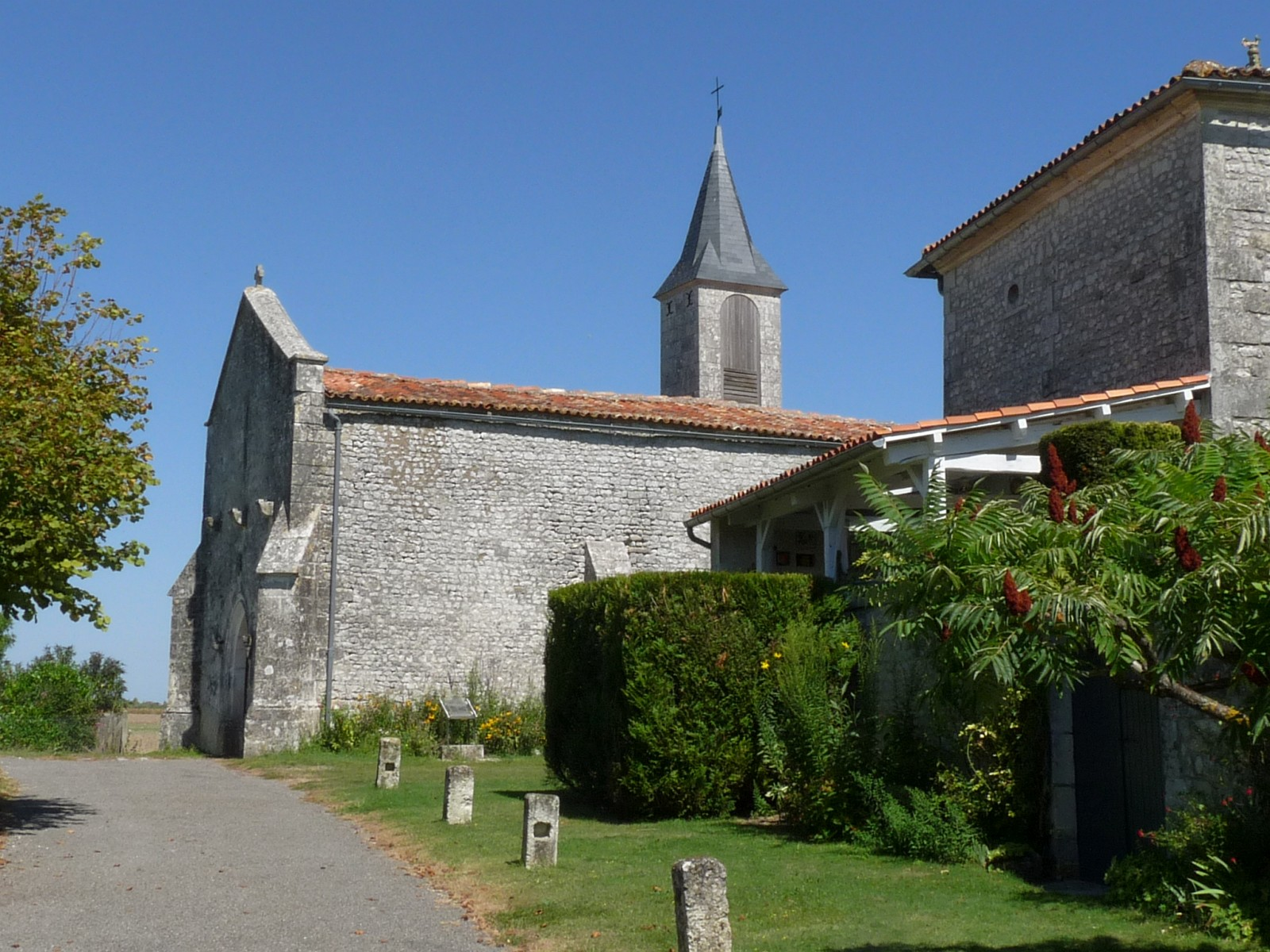
Kirche Saint-Séverin